# Feste Otjimbingwe
Die Feste Otjimbingwe war eine Festung in Otjimbingwe in Deutsch-Südwestafrika, dem heutigen Namibia. Anders als die anderen Festungen im Land soll diese nicht von Schutztruppe für Deutsch-Südwestafrika, sondern der Gemeinde errichtet worden sein.
Otjimbingwe war die erste Hauptstadt Deutsch-Südwestafrikas. Die Festung soll auf dem ehemaligen Gelände des Augustineums errichtet worden sein. Die Feste wurde während der Schlacht von Otjimbingwe von Kriegern um Samuel Maharero im Rahmen des Aufstands der Herero und Nama angegriffen. Sie diente gemeinsam mit der Militärstation zuletzt als Polizeikommissariat und wurde schlussendlich 1923 abgebrochen.